# Фома Палеолог
Фома (Тома, Хома) Палеолог (грец. Θωμᾶς Παλαιολόγος; 1409 — 12 травня 1465) — останній деспот Мореї в 1449—1460 роках.

## Життєпис
Походив з династії Палеологів. Останній син візантійського імператора Мануїла II і Олени Драгаш. Народився 1409 року. 1418 року відправлено до міста Містра — столиці Морейського деспотату. З 1428 року став долучатися до справ останнього.
У 1427—1429 роках брав участь у війні проти епірського деспота Карло Токко, з яким деспот Феодор II боровся за володіння Ахейського князівства. 1430 року було влаштовано шлюб Фоми зі спадкоємицею ахейського князя Чентуріоне Дзаккарії. Останній залишив собі лише баронію Аркадію.
У 1443 році, коли одноосібним деспотом став брат Костянтин, то Фома отримав в управління західну частину деспотата, зробивши своєю резиденцією місто Леонтаріон. 1446 року брав участь в обороні Гексаміліона (оборонного укріплення на Істмі вздовж Коринфського перешийку), який атакували османські війська під проводом султана Мурада II. 1449 року стає рівноправним деспотом разом з іншим братом Димитрієм Палеологом. Невдовзі визнав зверхність Османської імперії.
Між деспотами швидко почала зростати напруженість, оскільки Фома дотримувався про-західної орієнтації, сподіваючись на допомогу католиків в боротьбі з османами, а Димитрій навпаки, став підтримувати останніх. В результаті ці протиріччя так загострилися, що призвели до збройних зіткнень між ними. Восени 1452 року турки під командуванням Турахан-бея подолали Гексаміліон і вдерлися до Мореї, щоб не дозволити деспотам надати допомогу Константинополю, облогу якого планував османський султан Мехмед II Фатіх. 1453 року османські війська захопили Константинополь.
З цього часу Фома Палеолог став активніше діяти дипломатією, сподіваючись отримати допомогу Папського престолу та Неаполітанського королівства для повернення Константинополя. 1454 року вдалося домовитися про допомогу з боку Бургундського герцогства. 1455 року Фома навіть переконав брата Димитрія приєднатися до антиосмнаського походу. Втім ці плани зірвалися.
Османський султан Мехмед II Фатіх почав поступово приєднувати християнські держави Балканського півострова до імперії. 1458 року захоплено було Афінське герцогство, що перебувало на шляху до Пелопоннесу. Того ж року османи після запеклого спротиву захопили Коринф. За цим на Димитрія та його брата Фому було накладено збільшену данину, а Коринф, Патри та більшу частину північно-західного Пелопоннесу було приєднано до османських володінь. Димитрій Палеолог остаточно обрав проосманську політику, що 1459 року причинило проти нього війну брата Фоми. Той захопив в Димитрія міста Каламата і Мантінея, а у відповідь Димитрій зайняв місто Леонтаріон.
1460 року війська під орудою Махмуд-паші Ангеловича вдерлися у Морею. Невдовзі Димитрій здав Містру, столицю Мореї. Фома втік з Каламати до Наваріна. Згодом він втік разом з родиною на острів Корфу, що належав Венеційській республіці, забравши з собою забальзамовану голову святого апостола Андрія. Наприкінці року перебрався до Італії, де 7 березня 1461 року з почестями прийнятий в Римі. Через тиждень папа римський Пій II, якому Фома передав права на місто Монемвісію і підніс голову апостола Андрія, нагородив його орденом Золотої троянди та надав йому утримання розміром 300 золотих дукатів на місяць. Згодом, кардинали зі своїх власних коштів додали ще 500 дукатів. Невдовзі Фома Палеолог прийняв католицтво. Також вважався титулярним імператором Візантії.
Помер 1465 року в Римі.

## Родина
Дружина — Катерина, донька Чентуріоне Дзаккарії, князя Ахейського
Діти:
- Олена (1431—1473), дружина Лазара Бранковича
- Андрій (1453—1502), титулярний імператор Візантії
- Мануїл (1455—1512)
- Зоя (1455—1503), дружина Івана III, великого князя Московського